# Кабинет графа Шелберна
Кабинет графа Шелберна — британское правительство премьер-министра Уильяма Петти, графа Шелберна, которое пришло к власти в июле 1782 года, после смерти премьер-министра маркиза Рокингема. При этом министр Чарльз Фокс и другие бывшие сторонники Рокингема (рокингемиты) покинули кабинет и перешли в оппозицию. Там сторонники Фокса (фокситы) объединились со сторонниками лорда Норта и сформировали коалицию Фокса-Норта, которой удалось прийти к власти в апреле 1783 года (как Первый кабинет Портленда).
Правительство примечательно тем, что при нём министром впервые стал Уильям Питт-Младший, несколькими реформами государственного управления и переговорами с Америкой, которые в итоге привели к признанию независимости США.

## Падение министерства Рокингема
Правительство Рокингема прекратило существовать внезапно, в момент смерти Рокингема 1 июля 1782 года. Никто не знал, кто будет приемником: предполагалось, что им станет герцог Портленд или герцог Графтон. Король предложил возглавить правительство графу Шелберну, и тот согласился. Это вызвало много разногласий среди министров. Фокс и Каведиш решили покинуть правительство, герцог Ричмонд и Конвей были настроены остаться, а Кеппел пребывал в неопределённости. Бёрк предлагал отложить отставку на некоторое время. На приёме у короля 3 июля Кавендишу было сказано, что его пребывание в составе правительства не имеет смысла, и он решился уходить. Тогда и Фокс принял окончательное решение об уходе. 4 июля он встретился с Шелберном, получил подтверждение того, что Шелберн согласен занять пост премьер-министра, и сразу подал в отставку.

## Отношения с США
От прежнего правительства Шелберну досталась проблема заключения мирного договора с США, но после разгрома испанцев под Гибралтаром эта задача существенно упростилась. Франция вступала в войну с целью добиться независимости Америки, и эта цель была достигнута, но Испания вступала в войну для возвращения Гибралтара, и теперь эта цель была недостижима. Теперь Франции, чтобы выйти из войны, надо было найти для Испании какую-нибудь компенсацию за Гибралтар. Поэтому министр иностранных дел Верженн пошёл навстречу Испании и принял решение не допустить американцев к реке Миссисипи, не передавать им земли между Аллеганскими горами и Миссисипи, а выделить их в особую индейскую территорию под частичным управлением Испании. Эти планы Верженн сообщил лорду Шелберну через секретного посла.
Американский посол в Париже, Джон Джей, узнал об этих планах Верженна, и сразу же через своего человека связался с Шелберном, предлагая ему начать переговоры немедленно, не дожидаясь формального признания независимости США, но с условием, что британский посол будет уполномочен вести переговоры с США как с государством, а не с группой колоний. Шелберн понял, что между американцами и их союзниками есть разногласия, и решил этим воспользоваться. Британский дипломат Ричард Освальд получил полномочия вести переговоры с США как с государством, и уже в начале октября 1782 года начались переговоры. К Джону Джею в том же октябре присоединился Джон Адамс и позже Генри Лоуренс. Так как принципиальные вопросы были уже решены, то осталось согласовать частности.

## Падение кабинета Шелберна
Заключённый Шелберном мирный договор с США стал основным поводом для критики кабинета со стороны оппозиции. Договор осуждал и Норт, как инициатор всей войны, и сторонники Фокса, и нация в целом. Считалось, что Шелберн уступил американцам слишком большую территорию. Много гнева вызывало то, что лоялистов фактически бросили на произвол судьбы. 17 февраля Джон Кавендиш отказался признать договор и потребовал внесения правок. 21 февраля он снова выразил протест. Оба протеста были приняты, и тогда 24 февраля Шелберн подал в отставку. Он понимал, что сторонники договора слишком непопулярны в правительстве и в народе: по этой причине Питт отказался возглавить правительство, когда ему это было предложено.
Казна была пуста, вопрос с мирным договором не был окончательно решён, а страна оставалась без правительства пять недель. Король пытался найти хоть кого-нибудь, кто согласиться возглавить правительство в этой ситуации. Он не хотел подчиняться коалиции Фокса-Норта, и был рассержен на Норта лично; встретив отца Норта, лорда Гилфорда, он воскликнул: «Мог ли я думать, мой лорд Гилфорд, что ваш сын вот так предаст меня в руки мистера Фокса?». Он никак не находил подходящей кандидатуры, а к 26 апреля парламент уже негодовал из-за такой задержки, и король уступил. Герцог Портленд стал формально премьер-министром, Фокс - министром иностранных дел, Кавендиш канцлером казначейства, а Кеппел лордом адмиралтейства. Дипломаты, ведущие переговоры с американцами, были отозваны из Парижа, и вместо них были отправлены герцог Манчестер и Дэвид Хартли. Они пытались изменить условия договора, особенно в части отношения к лоялистам, но им это не удалось. В итоге 3 сентября 1783 года договор был подписан на тех же самых условиях, которые согласовал лорд Шелберн, и за которые он фактически и был смещён.

## Состав кабинета
- Первый лорд казначейства, лидер палаты лордов — граф Шелберн (4 июля 1782 — 26 марта 1783);
- Лорд-канцлер — барон Терлоу (3 июня 1778 — 7 апреля 1783);
- Лорд-председатель Совета — граф Кэмден (27 марта 1782 — 2 апреля 1783);
- Лорд-хранитель Малой печати — герцог Графтон (1782—1783)
- Канцлер казначейства — Уильям Питт-Младший (10 июля 1782 — 31 марта 1783);
- Министр внутренних дел Великобритании — Томас Таунсенд (10 июля 1782 — 2 апреля 1783);
- Министр иностранных дел Великобритании — Лорд Грэнтем
- Первый лорд Адмиралтейства — Виконт Кеппел (1782—1783)
  - Ричард Хау (1783—1788)
- Канцлер герцогства Ланкастерского — лорд Ашбертон (17 апреля 1782 — 29 августа 1783)
- Генерал-фельдцейхмейстер — Герцог Ричмонд (1782—1783);